# Enochrus testaceus
Enochrus testaceus is een keversoort uit de familie van de waterkevers (Hydrophilidae). 

## Kenmerken
Volwassen exemplaren hebben een lengte van 5,7-7,0 mm. De vorm is langwerpig ovaal. Het oppervlak is fijn en vrij dicht gepuncteerd en heeft een opvallende kleur. De kop is zwart, maar naar voren toe lichter, het borststuk en de dekschilden zijn variabel van bleek tot donkerbruin met soms vage donkere markeringen. De poten zijn zwart tot donkerbruin met lichtere voetjes, antennes zijn bleek met een donkerdere knop. De kop heeft een gladde afgeronde voorkant voor zwak convexe ogen en is gelijkmatig bolvormig van boven. De antennes zijn 9-segmentig met een losse langwerpige knop. De dekschilden zijn iets smaller bij afgeronde schouders dan de basis van het borststuk, glad gebogen naar de zijkanten tot een continu afgerande rand. Op het oppervlak van de dekschilden bevinden zich verschillende longitudinale rijen van iets grotere puncties en een diepe en goed gedefinieerde naadlijn in de apicale helft. De klauwen aan de voeten van het voorste paar zijn bij mannen zeer sterk gebogen.

## Verspreiding
Enochrus testaceus is wijdverspreid in Europa, maar komt minder vaak voor in Zuid-Europa.

## Ecologie
Hun habitat bestaat uit goed doorluchte vijvers, meren, sloten, en moerassen met veel vegetatie.

## Levenswijze
Ze worden het hele jaar door gevonden, met een piek in mei en augustus. Hoewel ze voornamelijk aquatisch leven, ademen ze via een plastron onder hun dekschilden. Voortplanting gebeurt in de lente, waarbij vrouwtjes zijden eierkapsels produceren en deze onder hun buik dragen voordat ze ze aan vegetatie bevestigen. De larven komen uit de eitjes en blijven onder water, waar ze zich ontwikkelen tot ze in de zomer volwassen zijn. Dan verlaten ze het water om te verpoppen en als nieuwe generatie kevers in de zomer te verschijnen. Ze blijven tot de herfst in het water, voeden zich met plantenresten en vertrekken dan naar overwinteringsplekken in de nabije omgeving.